# Elatostema longistipulum
Elatostema longistipulum är en nässelväxtart som beskrevs av Hand.-mazz.. Elatostema longistipulum ingår i släktet Elatostema och familjen nässelväxter. Inga underarter finns listade i Catalogue of Life.